# François Boch
Jean-François Boch (* 1700; † 1754) war zunächst Eisengießer und gründete 1748 in Audun-le-Tiche (Deutsch-Oth) in Lothringen (heute Frankreich) die Porzellanmanufaktur Jean-François Boch et Frères, aus der später Villeroy & Boch Keramische Werke wurden.

## Leben
Boch war ursprünglich von Beruf Eisengießer und Waffenschmied, zu dessen Aufgaben auch der Guss von Kanonenkugeln gehörte.

## Familie
Boch heiratete Jeanne Françoise Barbe Pierre († 1746).